# Strophocactus chontalensis
A Strophocactus chontalensis egy kultúrában ritkán tartott epifita kaktusz.

## Elterjedése és élőhelye
Mexikó Oaxaca államában, San Juan Acaltepec környékén tölgy- és fenyőerdőkben epilitikus vagy epifitikus 750–1800 m tszf. magasságban.

## Jellemzői
Elfekvő habitusú növény, hajtásai 1 m-nél hosszabbak lehetnek, sziklákról csüngenek le, sárgászöld színűek. Hajtásai 400 mm hosszúak, 50 mm átmérőjűek, (4-) 5-6 bordájúak, szárnyaltak, az élek gyakran vörösesek, areoláin 5-7 tövis fejlődik, köztük 1-4 középtövis. A tövisek 5–10 mm hosszúak, a hegyes középtövisek erőteljesek, halvány barnák, idősen feketés barnák, az idős hajtásokon 3-4 tövis marad meg. Virágai 60–80 mm hosszúak, valamelyest bilaterális szimmetriájúak, fehér színűek, a külső szirmok deltoid alakúak, sötétebbek, a pericarpium barnás fehéren szőrös. Termése törékeny, gömbölyded, 10–20 mm átmérőjű bogyó.

## Rokonsági viszonyai
A faj sokáig Selenicereus chontalensis néven volt ismert, azonban molekuláris evidenciák alapján a fajt a Selenicereus nemzetségből átsorolták az ismételten felállított Strophocactus nemzetségbe.